# Gijsbrecht van Brederode

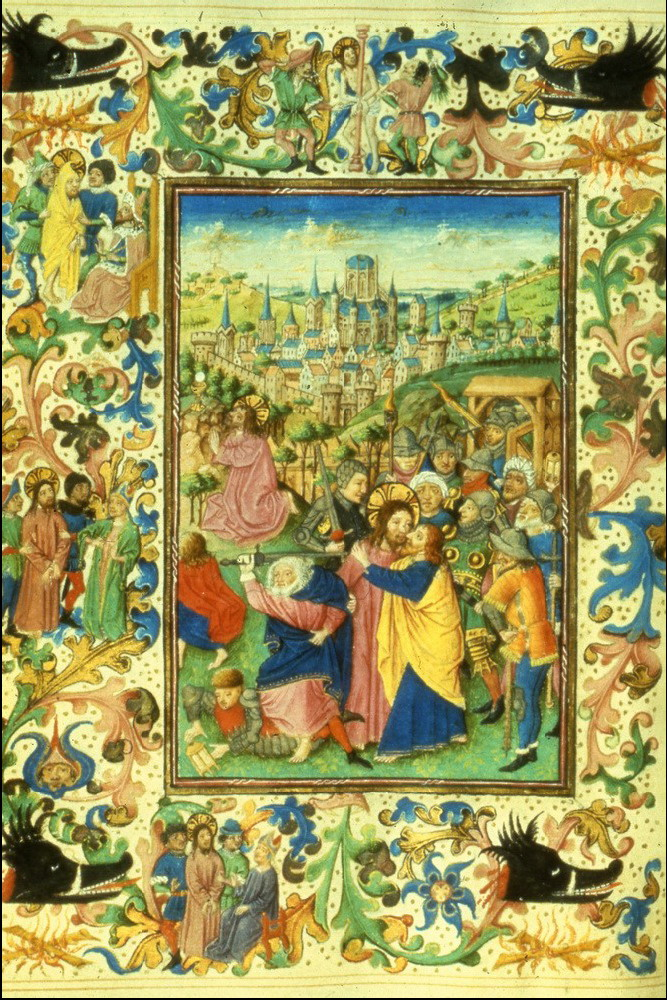
Pagina uit het getijdenboek van Gijsbrecht van Brederode

Gijsbrecht van Brederode (1416 - Breda, 15 augustus 1475) was een invloedrijk geestelijke in de Nederlanden in de middeleeuwen. Hij was in 1455-56 bisschop-elect van het Sticht Utrecht en was daarna proost van de Sint-Donaaskerk in Brugge en de Sint-Servaaskerk in Maastricht.

## Levensloop
Gijsbrecht van Brederode was een telg uit het huis Brederode. Hij was de zoon van Walraven I van Brederode en de jongere broer van Reinoud II van Brederode. Als jongste zoon was hij uitgesloten van erfopvolging en koos hij voor een geestelijke loopbaan. In 1428 werd hij kanunnik van het Sint-Lambertuskapittel te Luik. Verder was hij kanunnik van het Onze-Lieve-Vrouwekapittel in Kamerijk. Later werd hij benoemd tot zowel domproost als proost van Oudmunster te Utrecht, waardoor hij veel invloed kreeg in de Domstad.
In 1453 deed de Bourgondische hertog Filips de Goede een beroep op Reinoud en Gijsbrecht van Brederode om hem te steunen in de strijd tegen de opstandige Gentenaren (Gentse Opstand, 1449-1453). De broers namen elk met duizend man deel aan de Slag bij Gavere en hielpen Filips de overwinning te behalen. Als aanhanger van de Hoekse partij bij de Hoekse en Kabeljauwse twisten voerde hij het verzet tegen bisschop Rudolf van Diepholt aan. Op 7 april 1455 werd hij door de Utrechtse kapittels tot bisschop gekozen, maar onder druk van Filips de Goede benoemde paus Calixtus III diens bastaardzoon David van Bourgondië. Filips bestreed met geweld de weerstand in het Hoekse kamp tegen deze benoeming en belegerde de stad Deventer (Beleg van Deventer, 1456).
In 1456 gaf Gijsbrecht, tegen een ruime schadeloosstelling, zijn aanspraak op de bisschopszetel op. Hij werd daarop benoemd tot proost van Sint Donaas in Brugge, met de daaraan verbonden eervolle functie van kanselier van Vlaanderen. In 1467 ruilde hij deze positie met Antonius Hanneron voor het proosdijschap bij het kapittel van Sint-Servaas in Maastricht. In die laatste hoedanigheid was hij tevens heer van de Elf banken van Sint-Servaas, Tweebergen en Mechelen-aan-de-Maas. Hij bleef echter een luis in de pels van David van Bourgondië, zodat deze hem enkele jaren na de Eerste Utrechtse Burgeroorlog, samen met zijn broer Reinoud, in 1470 gevangen zette op het Kasteel Duurstede in Wijk bij Duurstede.
Gijsbrecht overleed in 1475 te Breda en werd begraven in het Kartuizerklooster van Geertruidenberg. Hij liet minstens twee bastaardzoons na, Anthonie en Walraven. Ook Joris van Brederode wordt als een zoon van hem genoemd.

## Culturele nalatenschap
Tussen 1465 en 1470 liet Gijsbrecht van Brederode een getijdenboek vervaardigen, waarvan de miniaturen vrijwel allemaal gemaakt zijn door een niet met name bekende miniaturist, die daarom wordt aangeduid met de noodnaam Meester van Gijsbrecht van Brederode. Het kostbare handschrift bevindt zich in de bibliotheek van de Universiteit van Luik.

## Voorouders
| Voorouders van Gijsbrecht van Brederode (1416-1475) | Voorouders van Gijsbrecht van Brederode (1416-1475)                                  | Voorouders van Gijsbrecht van Brederode (1416-1475)                                  | Voorouders van Gijsbrecht van Brederode (1416-1475)                              | Voorouders van Gijsbrecht van Brederode (1416-1475)                              | Voorouders van Gijsbrecht van Brederode (1416-1475)                   | Voorouders van Gijsbrecht van Brederode (1416-1475)                   | Voorouders van Gijsbrecht van Brederode (1416-1475)                   | Voorouders van Gijsbrecht van Brederode (1416-1475)                   |
| --------------------------------------------------- | ------------------------------------------------------------------------------------ | ------------------------------------------------------------------------------------ | -------------------------------------------------------------------------------- | -------------------------------------------------------------------------------- | --------------------------------------------------------------------- | --------------------------------------------------------------------- | --------------------------------------------------------------------- | --------------------------------------------------------------------- |
| Overgrootouders                                     | Dirk III van Brederode (1308-1377) ∞ Beatrix van Heinsberg en Valkenburg (1316-1353) | Dirk III van Brederode (1308-1377) ∞ Beatrix van Heinsberg en Valkenburg (1316-1353) | Jan II van Gennep (1320-) ∞ Johanna Both van der Eem (1325-1360)                 | Jan II van Gennep (1320-) ∞ Johanna Both van der Eem (1325-1360)                 | Gijsbrecht van Vianen (1325-1391) ∞ Beatrix van Egmond (1330–1403)    | Gijsbrecht van Vianen (1325-1391) ∞ Beatrix van Egmond (1330–1403)    | Jan van Ameide (1325-1375) ∞ Maria van Arkel (1335-1370)              | Jan van Ameide (1325-1375) ∞ Maria van Arkel (1335-1370)              |
| Grootouders                                         | Reinoud I van Brederode (1336-1390) ∞ Jolanda van Gennep van der Eem (1353-1423)     | Reinoud I van Brederode (1336-1390) ∞ Jolanda van Gennep van der Eem (1353-1423)     | Reinoud I van Brederode (1336-1390) ∞ Jolanda van Gennep van der Eem (1353-1423) | Reinoud I van Brederode (1336-1390) ∞ Jolanda van Gennep van der Eem (1353-1423) | Hendrik II van Vianen (1355-1417) ∞ Heilwich van Ameide (1360-1405)   | Hendrik II van Vianen (1355-1417) ∞ Heilwich van Ameide (1360-1405)   | Hendrik II van Vianen (1355-1417) ∞ Heilwich van Ameide (1360-1405)   | Hendrik II van Vianen (1355-1417) ∞ Heilwich van Ameide (1360-1405)   |
| Ouders                                              | Walraven I van Brederode (1370-1417) ∞ Johanna van Vianen (1390-1418)                | Walraven I van Brederode (1370-1417) ∞ Johanna van Vianen (1390-1418)                | Walraven I van Brederode (1370-1417) ∞ Johanna van Vianen (1390-1418)            | Walraven I van Brederode (1370-1417) ∞ Johanna van Vianen (1390-1418)            | Walraven I van Brederode (1370-1417) ∞ Johanna van Vianen (1390-1418) | Walraven I van Brederode (1370-1417) ∞ Johanna van Vianen (1390-1418) | Walraven I van Brederode (1370-1417) ∞ Johanna van Vianen (1390-1418) | Walraven I van Brederode (1370-1417) ∞ Johanna van Vianen (1390-1418) |